# Морєв Руслан Вікторович
Русла́н Ві́кторович Морєв — майор Збройних сил України.
Станом на травень 2017 року — бортовий авіаційний технік, 18-та окрема бригада армійської авіації.

## Нагороди
19 липня 2014 року — за особисту мужність і героїзм, виявлені у захисті державного суверенітету та територіальної цілісності України, вірність військовій присязі під час російсько-української війни, відзначений — нагороджений орденом Данила Галицького.